# پکه (انتیوکیا)
پکه (انگلیسی: Peque, Antioquia) نام شهری در کشور کلمبیا است.